# 韓国光復軍
韓国光復軍（かんこくこうふくぐん、英: Korean Liberation Army）は、1940年9月17日、中華民国の支援のもとに同国臨時首都重慶で創立された大韓民国臨時政府（通称：臨政）の軍事組織である。韓国では単に光復軍とも呼ばれている。

## 概要
大韓民国臨時政府を正式な交戦国・交戦団体に昇格させて連合国の一員とするという政治目標を持った組織であり、正式な軍隊として連合国に認定されること を“目指した”点で、他の組織とは一線を画したとされる。
結成当初は人員を確保できなかったため、総司令部だけが作られた。総司令は池青天で、参謀長は李範奭であった。1942年に朝鮮人共産主義者・金元鳳率いる朝鮮義勇隊の兵員に加えて、組織を拡大した。重慶では蔣介石を長とする国民政府軍事委員会の国民革命軍の傘下に、1944年まであった。構成は、日本軍・満洲国軍からの離脱者、十三道倡義軍、独立軍や朝鮮義勇隊などの中華民国指導下の民族主義者と共産主義者である抗日パルチザンの出身者という右派左派混在し、末期の最大時でも300から500名程の規模だった。
中国全域では中国共産党影響下の朝鮮人抗日組織の方が勢力が強かったが、「光線(光復戦線)」と「民線(民族戦線)」の統合が要求されて、直接の指揮下にない朝鮮人部隊も名目上は光復軍を名乗ることがあった。結果、国家主義者と共産主義者が混在することになって、日中戦争中も消えることがなかった中国大陸内における国共内戦の対立構造の中で不和が目立った。1945年8月に漸く統帥権を得て、光復軍は朝鮮半島への潜入などいくつかの計画を温めていたが、実行する前に日本がポツダム宣言を受諾したことにより、計画は未遂に終わった。
軍隊を称していたが、連合軍の参加は認められておらず、臨政が国家として承認されなかったので国軍でもない。参戦の計画はあったが、その前に終戦に至り、9名をインドに派遣した以外はほぼ戦闘に参加することはなかった。
軍政期、冷戦対立が顕在化する中で、大韓民国臨時政府は正式な政府とは認められず、光復軍も民線（左派）が含まれていたことからすでに解体を命じられ、兵士と将校はばらばらに帰国するように指示された。結局、1946年1月9日、アメリカ軍政政府の命令によって武装解除・解散命令を受けた。大韓民国臨時政府および光復軍を朝鮮独立の礎となすという構想は実現せず、韓国陸軍の前身もアメリカ軍政時代にアメリカ軍政庁が結成した南朝鮮国防警備隊に譲ることになった。
皮肉にも、この組織は日本軍および満洲国軍の朝鮮人将校（右派）を中心幹部としていた。光復軍は正規軍事教育不足・西欧的思考欠如・英語力の点で、米軍事顧問団からの評価が低かったために、元光復軍軍人の入隊者は少数であった。また、金元鳳など旧朝鮮義勇隊メンバーを中心に朝鮮人共産主義者らは朝鮮人民共和国の建国を支持して北に行ってしまい、朝鮮人民軍に入隊した者もいた。

光復軍の最大の支援者であった中国国民党も、戦後の内戦で中国共産党に敗北して中国大陸から追われて台湾に逃れ、中国には中国共産党の中華人民共和国が成立した。臨時政府の幹部の中では、臨政初代大統領も務めた李承晩がアメリカでのロビー活動で得た人脈を活かして首班候補にまでなり、1948年8月15日に建国された大韓民国でも初代大統領に擁立された一方で、光復軍を構想から立ち上げた金九は、その李承晩との政争に敗れ、1949年に暗殺された。

## 歴史

### 構想から編成

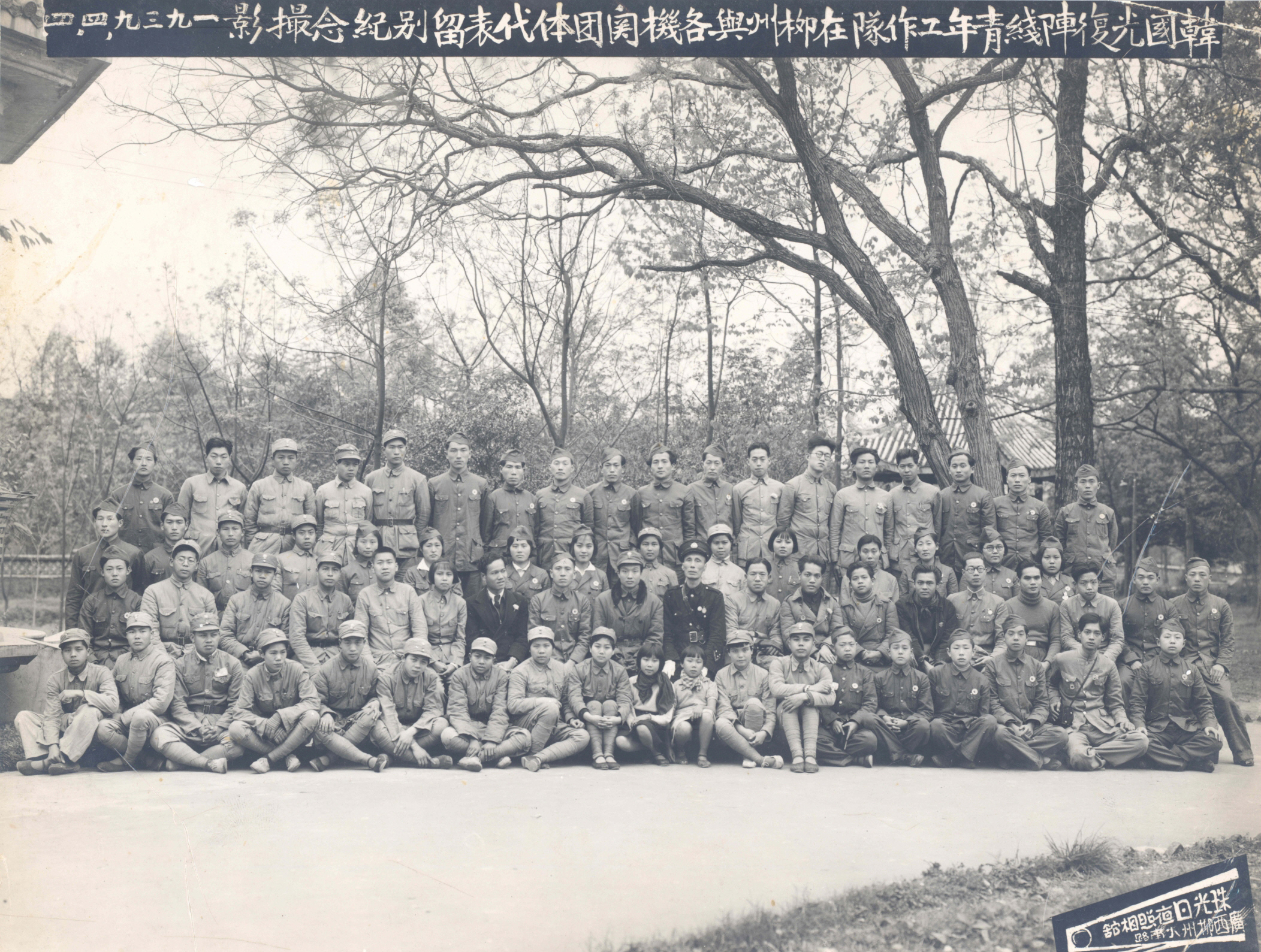
韓国光復戦線青年工作隊在柳州与各機関団体代表留別記念撮影（1939年4月4日）

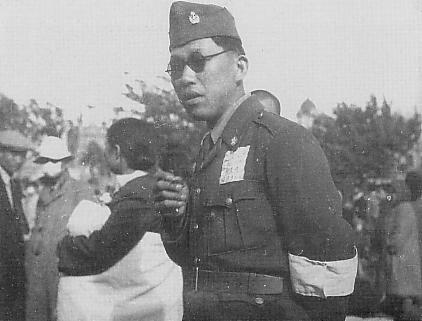
光復軍の兵士（1946年）

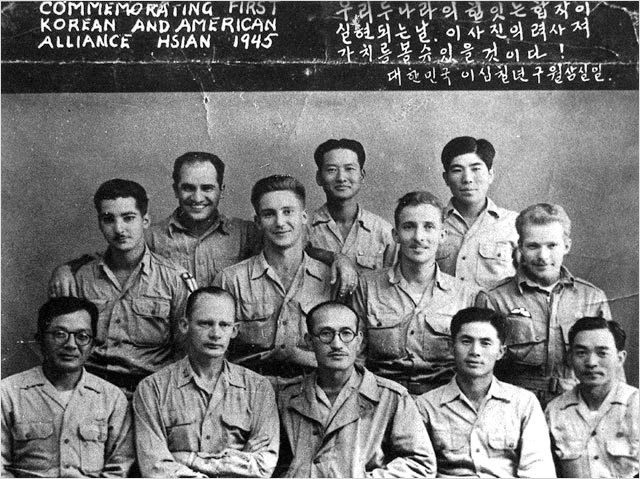
OSS将校と光復軍幹部
_{前列中央が李範奭参謀長}

朝鮮独立運動家金九らによって上海で1919年に設立された臨時政府である大韓民国臨時政府は、一部の秘密結社やテロ組織以外には自らの軍事組織を持たず、満洲で活躍した独立軍などの抗日パルチザンは臨時政府の指導下にはなかった。
1937年になって上海の臨時政府は独自の軍創設を計画したが、日中戦争が起こって延期された。臨時政府の所在地も上海から杭州に移動し、日本軍の進撃に追われるように、1937年11月に長沙、広州を経て、1938年に柳州、1939年に四川省綦江と転々としていた。1940年9月に重慶に落ちつき、ここで光復軍総司令部が創立された。これはライバル組織である朝鮮義勇隊の成立に遅れること1年半後であった。
大韓民国臨時政府主席である金九は、光復軍宣言文を発表し、「光復軍は韓・中二つの国の独立を回復しようと共同の敵・日本帝国主義を打倒し、連合国の一員として抗戦することを目的にする」とその主旨を明らかにしたという。
光復軍総司令部創設式典は重慶の嘉陵賓館で挙行された。当初兵員を確保できなかったため、総司令部だけを組織した。創設時の編制について明確に知られていないが、8月15日付で発刊された「大韓民國臨時政府広報」によれば、総司令に李青天、参謀長に李範奭、参謀に蔡元凱、李復源、李俊植、金学奎、公震遠、副官に黄学秀、王仲良、趙時元、伝令将校に高一鳴と兪海濬、主計に安勲、金毅漢、李象萬、閔泳玖、軍医に劉振東、林義澤、厳益根が就任する予定であった。
1940年10月、「韓國光復軍總司令部組織條例」が公布され、これによれば総司令部は司令官と参謀長を中心に秘書処（処長：崔用徳）、参謀処（処長：蔡元凱）、副官処（処長：黄学秀）、政訓処（処長：趙擎韓）、管理処、編練処（処長：宋虎聲）、砲工兵処、経理処（処長：趙擎韓）、軍法処、衛生処（処長：劉振東）の10個処からなり、特務隊と憲兵隊を置くとした。一応の組織体制を確立したが、組織を運営する人員がいなかった。10個処のうち7個処にしか責任者が居らず、そのうち崔用徳、蔡元凱、宋虎聲はこの時点では中国軍に勤務しており、趙擎韓は政訓処と経理処を兼任していた。
1940年11月、総司令部は西安に移転。李青天総司令と李範奭参謀長は中国との協議のため重慶に残り、黄学秀を総司令代理とする西安総司令部暫定部署を組織し、西安に派遣した。西安総司令部暫定部署は華北地区移住の朝鮮人を対象に兵士募集活動を展開した。
総司令部が西安に移動するのと同時期に、第1支隊（支隊長：李俊植）、第2支隊（支隊長：公震遠）、第3支隊（支隊長：金学奎）の3個支隊が編制された。ただし、第3支隊は人員がおらず、その後しばらく書類だけの存在であった。（後述）
1941年1月1日に、韓国青年戦地工作隊が光復軍に編入。韓国青年戦地工作隊は第34集団軍と連携して1940年末の時点で100余名の隊員を確保しており、戦地工作隊の編入とそれに伴う第5支隊（支隊長羅月煥）の編成は光復軍が初期に収めた最も大きな成果だった。第5支隊は戦地工作隊で行っていた徴募活動をそのまま引き継ぎ、4個支隊の中で最も兵力を確保して光復軍の主力部隊に発展していった。
当初は中国政府は援助に熱心ではなかったが、1941年11月に軍事委員会から臨時政府に対して『韓国光復軍行動規則九箇条』を提案した。提案が受け入れられた後、軍事委員会は多くの中国人将校を光復軍の総司令部と各支隊に派遣して強化した。終戦直前には総司令部将校56人のうち、派遣された中国人将校は43人を占めた。また10個処あった総司令部は参謀処、総務処、政訓処の3個に縮小して副司令と副参謀長を増設し、1942年10月に西安から重慶に移転した。
1942年3月1日、第5支隊長の羅月煥が暗殺。暗殺容疑で隊員など20余名が逮捕され、このうち朴東雲、李何有、金東洙、李海平、李道淳、高如順、金松竹、金容珠ら8名が死刑または懲役刑を宣告された。羅月煥と彼らは徴募活動と教育訓練を通じて第5支隊を発展及び運営していた中心人物であり、この事件で幹部を全て失ったことにより、第5支隊の活動はほぼ麻痺状態に陥った。暗殺から1か月後の4月1日に第5支隊は既存の第1、2支隊と統合し、新たに第2支隊を編成した。
1942年5月、朝鮮義勇隊が光復軍に編入して第1支隊に改編された。
なお、アメリカ政府の国務省公式歴史記録（1945年2月5日付）によれば、極東局長ジョセフ・ウィリアム・バランタインが蔣介石の国民党政府要人邵毓麟と面談したときのこととして、当時中国重慶には2,000名もの日本軍の朝鮮人部隊（朝鮮人日本兵）捕虜が存在し、これらが韓国光復軍と地下工作員の訓練に協力していたという。邵はアメリカ軍から韓国光復軍へ武器供与をできないかと尋ねているが、バランタインは国防省が回答すべきこととして否定的な発言をし、独立運動よりも個人的な利益と野心の実現に熱心な韓国人（朝鮮人）リーダー達の態度を問題視していた。邵も実際に朝鮮半島に潜入してみて、リーダー達の嫉妬と協力体制の欠如を目の当たりにして、中国での活動との協力の必要を説いたという。

### 終戦まで
1941年12月8日の真珠湾攻撃が起きてアメリカが参戦すると、中国は対日宣戦布告を行い、連合軍の一員となりたかった臨時政府も12月10日対日宣戦布告をしたが、これは日本政府に布告文書は通達されておらず、実効性は無かった。
1941年3月から5月下旬にかけて華北に移動した朝鮮義勇隊は4度に分けて黄河を渡り、八路軍根拠地であった太行山に逃亡した。隊内で密かに活動していた中国共産党の指示であった。そのため、国民党管内に取り残された隊長の金元鳳と残った義勇隊の一部は軍事組織として有名無実化し、国民政府軍事委員会の命令により、1942年5月、国民政府軍事委員会傘下の韓国光復軍に編入されることになり、残っていた義勇隊は第1支隊に改編され、既存の第1、2、5支隊は統合して第2支隊に編成した。第1支隊長は金元鳳（別名・金若山、副司令兼任）、第2支隊長は李範奭が就任した。参謀長には軍事員会高級参謀の尹呈輔少将（保定軍校4期、中国陸軍大学8期）が就いた。なお1945年6月に金弘壹が就任するまで、参謀長は尹呈輔や趙徳樹 などの中国人の国民革命軍所属の現役将校が歴任した。
光復軍は作戦計画として中国戦線での招募・訓練などと戦闘部隊への編入、韓国内での地下軍組織及び破壊工作、太平洋方面で派遣司令部設置と韓国人同胞への再訓練、韓国飛行隊の設立などを構想した。
1943年9月、印緬戦区工作隊（印緬戰區工作隊、인면전구공작대） をインドに派遣。宣伝や尋問などの工作を担当した。任務を完了した工作隊は1945年7月に重慶へ帰還した。
1944年、日本軍の長沙作戦に多くの志願兵、学徒兵、徴兵1期兵など多くの朝鮮出身の軍人が投入されたが、彼らが光復軍の宣伝活動で臨時政府の存在を知ると、戦闘の度に脱走が続出した。長沙には第1支隊第3区隊があったが、長沙作戦の終わった1944年末には、先任同志2名、学徒兵12名、志願兵2名、徴兵1期159名の計175名の部隊に成長した。1945年3月の時点で光復軍の兵力は514人（中国人将校43人を含む）であったという。
一方、光復軍は中国に派遣されていたアメリカ戦略事務局（OSS、のちの中央情報局）と協約を結んで特務工作訓練「イーグル・プロジェクト」（Eagle Project、독수리 작전）を始動させ、3月にアルバート・ウェデマイヤー中国戦区司令官の最終承認を得た。当時、朝鮮人学徒陸軍志願兵制度の実施で朝鮮青年が日本軍に編入され南洋群島と中国戦線に配置されていたが、張俊河らその一部が日本軍を脱出して光復軍に参加。5月1日から8月4日まで西安で3か月間の特殊工作訓練を受けた。これらを山東からアメリカ潜水艦に乗せて朝鮮本国に潜入させて、朝鮮国内の要所を破壊・空港を占領した後にアメリカ軍の飛行機で更なる物資を運び込み、武装蜂起を促すという計画で、張俊河ら45人が選定された。
1945年8月初め、光復軍のこの国内進入作戦について、金九とドノバン大佐（OSS長官）は同意したが、この作戦計画を実践に移す直前に日本が降伏した。また同じ頃、参謀長金弘壹が蔣介石と交渉して武漢奪還作戦に光復軍が参加することを計画していたが、これもご破算となった。イーグル・プロジェクトは10月1日に正式に解体された。
このような経緯から光復軍は戦闘の実績がほぼなく、インド・ビルマ戦線に光復軍工作隊（9名）を派遣して朝鮮系日本兵の投降を呼びかけてイギリス軍に協力したことが、数少ない実績であった。

### 終戦後
終戦後、光復軍は駐華代表団直属となり、団長の朴賛翊と司令官の李青天は、朝鮮人日本軍兵士の光復軍編成及び帰国問題、各地の韓僑について協議した。各地に幹部を派遣し、日本軍及び満洲国軍の朝鮮人兵士の編入と韓僑の保護を行った。北京では申鉉俊、李周一、朴正煕、尹映九（日本軍学徒兵）が駐北平弁事処長の崔用徳によって第3支隊に編入され、それぞれ平津大隊長、第1、2、3中隊長となっている。
また李範奭は光復軍を代表してOSSの使節に同行してソウルに赴き、米軍進駐に立ち会った。1945年11月13日からアメリカに後に設置する軍事組織以外の私兵組織は解体命令が出され、1946年1月9日、光復軍を含む全ての準軍事組織は、ソウルのアメリカ軍政政府の命令によって武装を解除することになった。
解散した光復軍は帰国の途に就き、天津から朝鮮に船で渡った。これはアメリカ軍政庁が光復軍を軍隊として認めず帰国を許可しなかったためで、元光復軍兵士は、個人の資格でばらばらに帰国することになった。さらに帰国後も彼らは国軍となることを期待していたが、これも認められず、自壊作用を起こして一つの勢力になることは無かった。朝鮮半島南部に到着して光復軍は解体された。

李承晩派、金九派、金元鳳派、李青天派などいくつかの派閥に分かれた。李承晩派であった李範奭は国務総理・兼国防部長官となったが、金元鳳ら左翼（義烈団派）は越北して北朝鮮に加わった。
結成から解体まで日本軍とは交戦は無かったものの、終戦頃（1945年4月）で、日本軍と満洲国軍出身者を含めて339人いたと認定されている。しかし、アメリカの資料では光復軍は中国国民党軍の中の一組織で200未満と記されている。
2014年5月、韓国は、光復軍第2支隊の所在地だった西安市にその活動を称える記念碑を設置した。
2015年、北朝鮮の対南宣伝媒体である『わが民族同士』は、光復軍は戦後に越北した金元鳳が主導していた蒋介石の中華民国傘下の右派武装団体であり、韓国が僅かな人員しかいなかったこと光復軍が「祖国解放の結果を導いた」と主張していることを「自画自賛・美化を越えた完全な歴史歪曲だ」と批判した。

## 階級
光復軍は、創設時は武官と兵員に分けられ、武官は将官・領官・校官・下士にそれぞれ正・副・参の等級があり、兵員には一等・二等・三等であったが1944年10月23日の国務会議により校官は尉官に、兵員は上等・一等・二等に変更された。

## 各部隊の活動

### 第1支隊
第1支隊は軍事特派団員を中心に編成された。支隊長は李俊植、幹部は盧泰俊、安椿生、盧福善、趙仁済、李錫華、金紫東、李建佑、李英如であった。李俊植と盧福善は1939年11月に軍事特派団員として派遣され、盧泰俊、安椿生、趙仁済は中国軍を除隊して参加し、李錫華、金紫東、李建佑、李英如は西安で軍事特派団に加わっていた。構成員のほとんどが中国各地の軍官学校を卒業し、満州の朝鮮革命軍で活動したり、中国軍に服務した経歴を持っており、彼らを基礎要員として第1支隊が発展していく予定だった。
第1支隊発展のため、兵力拡大が課題であり、召募活動を通じて為さなければならなかった。召募活動は軍務部が主管し、第1支隊は徴募処第1分処となり、1941年3月に幹部全員が山西省に進出、臨汾を中心に召募活動を展開した。
山西省は中国軍第2戦区の管轄地域で、第1分処は第2戦区司令官の閻錫山の協力の下、山西省大同を拠点として敵占領地域である太原や石家莊などを中心に召募・宣伝活動を展開した。この活動は1942年4月の支隊改編まで続いた。
1942年、朝鮮義勇隊の編入を契機に光復軍の全面的な改編が行われ、第1支隊は第2、5支隊と統合され、新たに第2支隊となった。
1942年7月、編入された朝鮮義勇隊で第1支隊が編成。光復軍に編入された義勇隊隊員は重慶にいた40名（中国人5名含む）と宋旭東、于自強、胡建（金在浩）、黄民（金勝坤）、李海鳴、金尚徳、金仁哲、金俊、李斗山など各地に派遣されていた工作隊員や華北移動時に脱出した者を含めて約50名であった。
1942年12月5日、金元鳳が支隊長に就任。
重慶に支隊本部、湖北省老河口と浙江省金華にそれぞれ第1区隊と第2区隊が置かれた。
支隊本部の役割は、隊員の軍糧需給事務と区隊の活動を指揮・監督する行政的役割に加えて、召募活動と隊員の教育・訓練を通じて兵力を拡大増強させることであった。しかし後方の重慶に位置した関係でこのような活動に限界があり、さらに朝鮮民族革命党が臨時政府に参加することで軍事的活動より政治的活動に注力したことで第1支隊本部は大きく発展しなかった。朝鮮義勇隊出身者が中心となった本部は徐々に非義勇隊出身者を充てられていった。
第1支隊傘下の2個区隊は、本部から人員を派遣して編成したわけではなく、朝鮮義勇隊時代に各地に派遣した工作員を中心に編成した。

#### 第1区隊
第1区隊がいた老河口は当時、中国軍第5戦区司令部があり、ここには朝鮮義勇隊の第2支隊長李益星と支隊付の陳元仲ら15名が配属されて活動していた。ここに第1区隊が置かれたのは、朝鮮義勇隊の活動地域に加え、華北に進出していない隊員が残っていたためとされる。
区隊長金俊ら6名が第1区隊創設要員だったと見られ、彼らの任務は隊員を確保して区隊を拡大強化することであり、そのために召募活動を展開した。編成初期には工作基盤が造成され、5つの召募工作班を組織して召募活動を展開した。召募活動の他、第5戦区と交渉して集めた人員が幹部訓練を受けられるようにした。1945年3月11日付で第5戦区司令部が中国国民党に送った電報の中に、第5戦区幹部訓練団政工幹部訓練班第2期を卒業した12名の名簿が見られる。
これら12名の他に尹在潭、姜弘模、桂晶熙、柳時保、池世革、許潤松、金聲烈、李煥淵の名前が見られ、阜陽で訓練を受けた韓光班出身が重慶に行く途中で老河口に立ち寄り、金永祿と安光彥の2名が残った場合もある。彼らが第1区隊に編入された場合、第1区隊の隊員数は27名程度だったとみられる。

#### 第2区隊
第2区隊が置かれた浙江省金華は、中国軍第3戦区の管轄地域で李蘇民を主任とした朝鮮義勇隊金華弁事処が設置されていた。
區隊長李蘇民と区隊附康弘久は朝鮮義勇隊の工作隊員として上海方面の工作を担当した人物であり、第2区隊は金華を中心に建陽、蘇州、南昌などで召募活動を展開した。しかし第2区隊の活動は、江西省上饒の金文鎬を中心とした徴募処第3分処と工作地域が重なることもあり、李蘇民と金文鎬の不和から活発に展開できなかった。
1944年9月頃、第2区隊は本部を江西省鉛山に移したが、第3戦区司令官の顧祝同が国民党に送った電文に「第2区隊は区隊長李蘇民が撤換した後、まだその後任が本部と連絡されていない」とあることから、第2区隊は組織と活動を持続的に維持展開することは出来なかった。
第2区隊は蘇州、南昌地区で隊員を召募する成果を収め、学徒兵出身の成東準、金映男、朴鍾善、朴炳斗をはじめ、金珣裁、金龍、金汝（如）載、朴時晙、柳在榮、朴英、崔德龍、鄭炳基、金鳳玉、金應篆、尹禹(宇)鉉、金得萬、金大俊などが見られ、第2区隊は23名程度だったとみられる。 

### 第2支隊

#### 一次編成
第2支隊は総司令部の人員を中心に編成され、支隊長は公震遠（高雲起）、幹部は羅泰燮（王仲良）、高時福（高一鳴）、池達洙、兪海濬、李慾海であった。李慾海を除いた5名が重慶で総司令部が成立した時の幹部であり、西安に移転した総司令部でも幹部を務めている。李青天と比較的近い人物で構成され、公震遠は李青天と満州の韓国独立軍時代から共に行動してきた人物で、池達洙は李青天の息子であり、羅泰燮は軍事委員会委員として李青天と共に行動していた。
支隊長は第1支隊と同様に満州の独立軍出身で、公震遠は韓国独立軍で活動しており、1933年末に李青天と共に中国関内に移動し、洛陽軍官学校で軍事教育を受けた。韓国光復陣線青年工作隊隊長を経て光復軍創設時は総司令部参謀に任命された。
第2支隊も軍務部から召募活動の任務を与えられ、徴募処第2分処となった。1941年2月、綏遠省包頭に行き召募活動を展開した。
包頭を拠点にし、河北省の北京、天津、唐山地域と察哈爾省の張家口などで工作活動を展開した。しかし現地で抱き込んだ崔俊が日本軍憲兵隊に自首し、兪海濬が逮捕され、拠点と組織網は破壊された。このため総司令部は撤収を指示し、隊員は1941年冬、西安に復帰した。

#### 二次編成
1942年4月、第1、5支隊と統合して新たに第2支隊が成立した。編成時、第1支隊と第2支隊の実在人員はそれぞれ8名と4名に過ぎず、彼らの中には総司令部に所属することもあることから、第2支隊は第5支隊を主軸にしていた。総司令部と第1支隊幹部を上級幹部、第5支隊隊員を下級幹部とした。総司令部参謀長の李範奭と参謀の李復源がそれぞれ支隊長と副支隊長、第1支隊幹部だった安椿生、盧泰俊、盧福善が区隊長を務め、区隊附（副区隊長）以下分隊長は第5支隊出身者が中心となった。
第2支隊は召募活動に力を入れ、太原、潞安、太行山などを拠点とした山西省一帯と焦作、新鄕、開封、洛陽、鄭州、石家莊、北京など京広線鉄道を中心とした河南省、河北省地域で召募活動を展開した。
召募者は一定の教育と訓練を経て光復軍に編入された。第34集団軍で運営していた中央戦時幹部訓練団内の韓青班は、戦地工作隊時代に胡宗南の協力を得て設置されたものだが、第2支隊が成立した後もしばらく教育・訓練が行われた。また李範奭は、中央陸軍軍官学校第7分校主任を兼任していた胡宗南と交渉して、第7分校に韓国青年訓練班を設置し、隊員が教育と訓練を受けられるようにした。さらに成都軍官学校で訓練班を設置する計画が推進された。
このような召募活動で隊員を徐々に増やし、1945年4月にあった軍務部長の報告によると、1945年3月末の時点で第2支隊は官佐（将校）28名、隊員122名、士兵35名の計185名としている。
この敵後工作の過程で犠牲も出ており、戦地工作隊時代から召募工作隊員として活躍していた金天成が1943年山西省太原で逮捕されたことをはじめ、李瑞龍、鄭泰熙、李海淳、權赫祥、宋炳熙、鄭允熙、白正鉉などが日本軍憲兵隊に逮捕され殉職し、金有信、李漢基、文學俊、鄭相燮は太行山などで戦死した。
召募された人員の中には英語を話せる大学出身者がおり、彼らと重慶に留まっていた学徒兵出身者は、第2支隊が米軍とOSS訓練を実施できた重要な要素となったといえる。1945年4月29日、OSS訓練を受けるために重慶の土橋隊にいた韓光班出身の19名が第2支隊に合流し、寶鷄收容所にいた朝鮮人兵士20余名も第2支隊に編入された。

### 第3支隊
第3支隊は長らく編制上でのみ存在していた。支隊長は同じく独立軍で活動した金學奎で、西安総司令部参謀長代理を兼任していたが、隊員は存在しなかった。
よって、召募活動に動員できる人員もいなかったため、第3支隊は通例通り徴募処第3分処となる事はなく、1941年3月1日に金文鎬を中心に別途編成された（後述）。
1942年4月、安徽省阜陽にて、主任は金學奎、幹部に呉光心、申松植（陳敬誠）、申奎燮、金光山、池復栄、呉姫英を迎え、徴募処第6分処が構成された。当初は山東半島を拠点に徴募・宣伝活動を展開するはずだったが、敵占領地区通過上の問題により、安徽省阜陽に定着して活動した。阜陽は中国軍第5戦区地域で日本軍の包囲網の中に位置した最前線であり、このため相対的に敵占領地区に対する召募活動を展開するのに有利な側面もあった。
編成地の阜陽を拠点にし、主に徐州、帰徳、准陽、済南、青島などで工作活動を展開した。
1942年夏、東洋大学教授であった趙炳傑(趙成山)と李平山、趙扁舟などが阜陽を訪れ、1943年8月には金學奎と満州の朝鮮革命軍で共にした張朝民と金国柱、李東鎭、安慶洙などが中国国府軍遊撃隊の案内で阜陽に到着した。彼らの加入で召募活動は活気を帯びたが、1943年までは大きな成果は無かった。
1944年に入って、召募活動を著しい成果を収め始めた。これまで着実に展開された地下工作を通じて敵占領地区の僑胞青年たちが包摂され始め、また学徒兵が日本軍を脱出していた。彼らは地下工作の連絡隊員を通じて、または中国軍遊撃隊の協力と案内を受けて阜陽に集結した。1944年9月頃には既存の基幹要員を含めると70余名であった。彼らの出身は多様で、学徒兵として第3支隊に到着した金俊燁は「重慶から派遣された人が4～5名、自ら脱出した学徒兵が30余名、そして日本占領地域で商業や接待婦から連絡工作に参与した女性同志数名、また中国軍によって捕虜となったが引き取られた数名、汪精衞軍の将校だったが脱出してきた人」と説明している。
金学奎は彼らの教育と訓練のために湯恩伯と交渉して中央陸軍軍官学校第10分校に韓国光復軍訓練班（韓光班）を設置した。1944年5月中旬から10月下旬まで教育と訓練が行われ、48名が卒業した。このうち36名が重慶の総司令部に行くことを希望し、彼らをはじめ、一部の基幹要員やその他の婦女子を含む53名が、1944年11月に申松植の引率で重慶に向かった。
残った金国柱、李東鎮、尹昌浩、裵京鑛、韓聖洙、全履鎬、邊榮根、金容旻、尹永茂、車若島(車永祥)、金祐銓、金圭烈ら12名は本部要員と新入隊員に対する教育と訓練を担当することもあったが、多くは敵占領地域で召募活動を展開する地下工作隊員として活動した。彼らの活動は大きな成果を収め、軍務部長は1945年3月末現在、第3支隊の人員を官佐4名、隊員112名、士兵3名の刑119名と報告している。人員が増加するにつれ、総司令部は徴募第6分処を第3支隊に改編した。
1945年3月末、徴募第6分処は支隊編成命令を受けたが、すぐには実行できなかった。この頃、金学奎はOSS訓練問題を協議推進するために重慶、昆明、立煌などを行き来して、阜陽にいなかったためである。総司令部は支隊編成のため幹部を派遣し、総司令部高級参謀の李復源を副支隊長に、嚴弘燮を政治指導員兼OSS訓練責任者に、朴英俊を区隊長にそれぞれ任命した。
1945年6月30日、阜陽劇場で第3支隊成立式が行われた。
第3支隊の組織体系は一般隊員には知られないまま、一部の幹部によって維持・運営されていた。これは敵占領地区で秘密地下工作を展開した関係で組織を保護するための措置だったとされる。第3支隊の編制は、支隊本部と1個区隊（3個分隊）、各地域の工作隊が骨幹を成していた。他の支隊には見られない救護隊があり、女性隊員で構成され、救護活動を中心にしたとされる。
第1支隊と第2支隊はそれぞれ朝鮮義勇隊と韓国青年戦地工作隊を基幹として成立発展したが、それに比べて第3支隊は、総司令部から幹部が派遣されることもあったが、純粋に徴募第6分処が3余年にわたる召募活動で得た隊員を基盤として成立した。

### 第5支隊
第5支隊は、韓国青年戦地工作隊（戦地工作隊）を光復軍に編入して編成された支隊である。光復軍総司令部が西安に移転するまで、西安には軍事特派団と戦地工作隊が活動していた。どちらも華北地域の朝鮮人を対象に敵後工作を展開していたが、軍事特派団は臨時政府に、戦地工作隊は無政府主義系列に主導されていた。
戦地工作隊は結成直後の1939年11月18日に重慶を去り、西安に本部を設置し、中国軍第34集団軍（総司令：胡宗南）と連携して活動した。第34集団軍の支援を受けながら、管轄地域を拠点にして敵後工作を展開することができ、これを通じて兵力を召募しばがら勢力を拡大できた。
隊員16名は第34集団軍で運営する中央戦時幹部訓練団第4団の韓国青年特別訓練班に入校し、3か月課程の軍事訓練を修了後、中国軍少尉に任官した。金東洙、李海平、金天成、朴永晉、金容珠、李月峰、李三女など8名の隊員が第34集団軍太行山遊撃隊政訓部に配属され、太行山の敵後工作に投入された。日本軍第36師団駐屯地で6千余名の朝鮮人が居住している潞安を中心に、瀋陽から焦作に繋がる道清線鉄道周辺の新鄕、焦作、修武などで召募活動を展開した。
戦地工作隊の召募活動は大きな成果を収め、第36師団通訳官の李道淳や写真館を経営していた文應国など60余名の人員を集めた。そして第34集団軍中央戦時幹部訓練団第4団内に韓国青年訓練班（韓青班）を特設して召募された全員に軍事訓練を実施した。このような過程を経て戦地工作隊の兵力は増加し、28名で結成された戦地工作隊は1940年末の時点で100余名近い隊員を確保していた。
1941年1月1日、戦地工作隊は光復軍に編入した。第5支隊成立式には軍務部長曹成煥と総司令代理黄学秀ら西安総司令部幹部全員、戦地工作隊隊員など200余名が参加した。戦地工作隊隊長の羅月煥は「韓国光復軍の命令に絶対服従する」という趣旨の宣誓をし、戦地工作隊は第5支隊に編成された。
成立時の第5支隊の幹部は、支隊長が羅月煥、政訓組長が李何有、訓練組長が朴基成、工作組長が李在賢で、戦地工作隊を創設し、発展させてきた中心人物であった。召募された人員は韓青班に入校して軍事教育及び訓練を受け、2個区隊が編成された。
戦地工作隊を取り込むことで、30余名で出発した光復軍は兵力を大きく増強されることになり、戦地工作隊の編入とそれに伴う第5支隊の編成は初期の光復軍が収めた最も大きな成果だった。
第5支隊は徴募処第5分処を兼任し、支隊長の羅月煥が主任委員に任命された。第5分処は戦地工作隊の召募活動をそのまま受け継ぎ、羅月煥など一部は西安本部で召募された人員の訓練を担当し、金天成や李海平など隊員は潞安、新鄕、開封、焦作などで持続的な召募活動を展開した。これにより第5支隊は光復軍の主力部隊に発展していった。
1942年3月1日、支隊長の羅月煥が隊員に暗殺する事件が起きた。殺害容疑で隊員など20余名が逮捕され、このうち朴東雲、李何有、金東洙、李海平、李道淳、高如順、金松竹、金容珠など8名が死刑または懲役刑を宣告された。暗殺された羅月煥や彼らは、召募活動や教育訓練を通じて第5支隊を発展させてきた中心人物であり、彼らによって第5支隊は運営されていた。しかし暗殺事件により、第5支隊は一度に核心幹部を失い、第5支隊の活動はほぼ麻痺状態に陥った。
一時的措置で総司令部編練処長の宋虎聲が支隊長に任命。朝鮮義勇隊の編入及び暗殺事件による混乱と隊員の動揺を収拾するため、1942年4月1日、第5支隊は、第1、2支隊と統合して新たに第2支隊を編成した。

### 第3戦区工作隊
光復軍には支隊の他に独自に活動していた組織体があった。第3戦区工作隊はその中の1つであり、中国軍第3戦区で活動していた徴募処第3分処を指す。
第3分処は1941年3月1日、臨時政府庁舎で金文鎬を主任として韓道明、李志一、申貞淑などで編成され、第3戦区司令部がある江西省上饒に派遣された。
第3分処が第3戦区に派遣されたのは、主任である金文鎬が第3戦区司令部に勤務していたのが直接的な理由であった。早稲田大学出身の金文鎬は中国に渡ると、間諜容疑で中国軍に逮捕されたが、偶然中国人同窓生に会って釈放され、第3戦区で政治設計委員として服務することになった。以後、金文鎬は臨時政府を訪れた際、軍務部で徴募処を設置することになると、活動経験のある華南地域の徴募活動を志願し、徴募第3分処の任務を引き受けることになった。
1941年4月10日、上饒に到着した金文鎬達は汪家園の民家を得て、ここに「大韓民国臨時政府光復軍徴募処第3分処」と「韓国独立党光復軍第8地区特別党」の看板を掲げた。
第3分処は宣伝・召募活動と共に第3戦区特務団本部に収容されている日本軍捕虜を尋問し、敵情を収拾する活動を展開し、これを通じて捕虜を確保していった。戦時幹部訓練団で活動していた金亨錫、姜治明(姜正淸、陳夢覺)、全福根、劉尚功、劉尚云、劉増栄などが第3分処に参加し、第3戦区特務団にいた捕虜のうち韓鎭源、李明植、李基洙、鄭逢水、金雲慶などを編入させた。こうした活動により第3分処の人員は短期間で20余名に増加した。
光復軍で全面的な支隊改編がされ、第1、2、5支隊を統合して新たに第2支隊が編成された時、第3分処は第2支隊に編入された。1942年10月1日、第3分処は第2支隊第3区隊第3分隊に改編され、所属も軍務部から光復軍総司令部に変更された。
中国軍事委員会は1943年7月8日から12日にかけて南平の第2支隊第3区隊第3分隊に対する点検が行われた。21名の隊員が確認され、1名は中国人であり、7名は第3戦区の捕虜となって編入された捕虜出身である。中国軍事委員会の点検結果報告書には、捕虜出身者に対して相当な警戒を示しており、彼らは「愛国思想が極めて薄弱であり、機会をみて逃亡したり、あるいは敵方に利用される可能性がある」というものだった。このような懸念は現実となり、捕虜出身の鄭逢水と金毅は逃亡した。
第3分処は第3分隊となったが、これは光復軍を一定の組織体系の中に結束させるための名目上の措置であった。第2支隊本部のある西安と第3分処がいた南平は数千里離れており、相互連絡自体が難しく、さらに日本軍の侵攻が拡大するにつれ、第3分処は本部を福建省建陽、南平、鉛山などに移転しなければならなかった。このため第3分処は組織や活動を独自に運営・遂行するしかなく、光復軍総司令部と第3戦区司令部の了解を得て、従来通り第3分処の名称で活動した。また第2支隊の編制を見ると、1942年末には金文鎬が第3分隊長となっているが、1945年5月には崔鐵が分隊長となっている。
第3分処は戦線の変動により、1945年8月に再び上饒に定着するまで、何度も本部を移動しなければならなかった。これは第3分処の活動地域がそれだけ広かったことを意味し、一方で組織的で体系的な工作活動を展開することが困難であったとされる。このうち建陽にいた頃は同じ地域で活動する第1支隊第2区隊長の李蘇民と摩擦があった。
第3分処の工作活動は江西省、福建省、浙江省などで展開され、これらは第3戦区の管轄地域であり、日本軍と激しい攻防戦が繰り広げられていた。1944年10月、浙江省義烏県で日本軍横井部隊に配属されていた金權、金榮觀、朴勝裕、申義澈、李熙和などが脱走して第3分処に帰順した場合と同様に日本軍内の朝鮮人兵士の脱走が多かった。彼らが再び召募・宣伝工作に投入されることにより、第3分処は比較的多くの隊員を確保したものとみられる。

### 第9戦区工作隊
第9戦区工作隊は、中国軍第9戦区地域で中国軍と連合して活動していた光復軍の工作隊である。
湖南省長沙に司令部を置いた第9戦区には、光復軍以前に朝鮮義勇隊が活動していた時期があった。朝鮮義勇隊は結成直後、第1区隊を長沙に派遣した。当時、長沙では中国軍と日本軍で長沙会戦と呼ばれる戦闘があり、中国軍は長沙市全体を放火する焦土抗戦策で日本軍を撃退した。長沙に到着した第1区隊は第9戦区政治部を助け、被災者救護事業と都市復興事業に参加し、その後は第9戦区の各戦線に配属された。朝鮮義勇隊は中国軍との協同作戦で日本軍と直接的な戦闘を展開することもあったが、特に敵文書翻訳、捕虜尋問、情報収集及び分析などで主要な役割を担い、これらは華北に北上するまで行われた。
光復軍の活動も朝鮮義勇隊と同じであった。光復軍が第9戦区で活動したのは、1943年7月、黄埔軍官学校6期の崔文鏞と韓靑班を卒業し、第2支隊隊員であった李炳坤（別名雷明）、金貴先（本名金慶華）の3名が第9戦区司令部に派遣されてからであった。彼らの派遣は中国側の要請によるものと見られ、中国軍では日本軍に対する情報収集と宣伝活動のために日本語を話せる人員を必要としたためとされる。
第9戦区に派遣された3名は主に日本軍の対敵宣伝活動を引き受けた。長沙に到着後、第9戦区政治部に所属し、その主任である徐中嶽中将の麾下で、韓・日本語の伝単、標語、壁報の作成、捕虜尋問、敵文書翻訳、中国軍将兵に対する日本語対敵救護教育などの任務を遂行した。
このような活動を展開しているとき、日本軍内の朝鮮人兵士が第9戦区地域に脱出してきた。志願兵、学徒兵、徴兵として日本軍内には多くの朝鮮人青年がいた。彼らが日本軍を脱走し始めたのは、日本軍最後の大規模作戦である大陸打通作戦からであった。
彼らの脱走は日本軍の士気を低下させ、中国軍の士気を高めることに大きな影響を与え、光復軍工作隊がその勢力と範囲を拡大する決定的契機を設けた。1944年10月、崔徳休をはじめとする鄭允成、羅珍根、安龍淳、韓冕錫(楊春一)などの学徒兵と徴兵出身の李南珍、崔羲龍、高昌鐘、李雨龍など12名が日本軍を脱走して第9戦区司令部に到着した。彼らは第9戦区地域では最初の脱走兵と見られる。彼らは第9戦区司令長官の命令により、幹部訓練班で2週間の短期教育を受けて中国軍将校に任命され、隷下の師団及び遊撃隊に派遣され、対敵宣伝と召募活動を担当するようになった。
日本軍を脱走する朝鮮人兵士が増加すると、工作隊では彼らを光復軍に編成しようとした。李炳坤は薛岳司令長官に彼らを後方地域に集結させて教育を行うこと、第9戦区を単位とした光復軍を組織するように要請し、薛岳はこれを承諾した。各部隊に所属している朝鮮兵士を司令部所在地である桂東と前方指揮所があった江西省宜春に集結するよう指示し、中国軍事委員会に彼らの光復軍編成を依頼することになった。
彼らの光復軍編成問題について、中国軍事委員会は光復軍総司令部と協議したようで、中国軍事委員会は「第1支隊第3区隊に編成」と「李炳坤を区隊長兼地区責任者に任命」する内容の指示を出したという。これによりかれらは第1支隊第3区隊に編成された。
編成後、3か月間教育と訓練を実施しようとしたが、第9戦区の各戦線から工作要員を派遣してほしいという要請があり、これらは適切に実施されなかった。区隊本部では自ら教育班を編成し、残留隊員と新入隊員に対する教育が行われることがあったが、隊員の多くは各戦線に派遣され、工作要員として活動していた。
このような活動中に終戦を迎えた。第3区隊隊員は江西省豊城に集結し、翌年に漢口で第1支隊長蔡元凱の指揮下に入り、南京に到着して初めて李青天司令官に区隊状況を報告したという。このことから、第1支隊第3区隊は周旋以前にその成立事実を第1支隊本部や光復軍総司令部に報告できなかったとみられる。

### 印緬戦区工作隊
光復軍の工作隊がインド・ビルマ戦線に派遣されたのは、インドに駐留しているイギリス軍と朝鮮民族革命党（以下民革党）の関係から始まった。イギリス軍は日本語を話せる人員の必要性から、1942年冬、インド駐留イギリス軍総司令部は民革党に工作要員の派遣を要請し、当時総書記である金元鳳は崔省吾と周世敏をインドに派遣した。
インドに派遣された2名は加城や阿拉甘などの前方に配置され、対敵宣伝工作を担当した。彼らの活躍は非常に有益で、イギリス軍は総司令部内に対敵宣伝隊を特設したという。派遣された2名が良い成績を収めると、イギリス軍はより多くの人員を民革党に要請した。駐印イギリス軍総司令部代表コリン・ハーキュリーズ・マッケンジー（Colin Mackenzie、特殊作戦執行部フォース136司令）と民革党総書記金元鳳の間で1943年5月に朝鮮民族軍宣伝連絡隊派遣に関する協定が締結された。
民革党はイギリス軍の対日作戦に協力し、イギリス軍は民革党の対日闘争を援助するという原則の下、民革党が朝鮮民族宣伝連絡隊をインドに派遣するというもので、宣伝連絡隊の構成、任務、服務期間及び条件、隊員の待遇などを具体的に規定しており、その内容から比較的平等互恵的立場で締結されたものと言える。
しかし民革党はイギリス軍と協定を締結したが、この実現を民革党主導でできなかった。その理由は明確に明らかになっていないが、当時の民革党の実情ではないかと推測される。民革党は臨時政府の所属政党の1つとなり、民革党の武装組織である朝鮮義勇隊は光復軍に編入されていたことから、臨時政府や光復軍を脇に置いて民革党が独自に軍事行動をすることはできなかった。さらに光復軍は中国軍事員会から作戦権やその他行動について統制と干渉を受けていたので、たとえ光復軍から隊員を派遣するにしても、中国軍事委員会の同意を得なければならなかった。
このため協定とそれに伴う隊員の派遣問題について中国側と深刻な議論があったようで、中国軍事委員会はこの問題を光復軍総司令部が主導すべきだと主張したという。
協定は民革党で締結されたが、その実行は光復軍が担当することになった。光復軍総司令部は各支隊からインドに派遣する隊員を選抜した。選抜基準は身体条件と語学が重視され、第1支隊から2名、第2支隊から7名の計9名を選抜し、印度派遣工作隊を編成した。隊長は韓志成（第1支隊）、副隊長は文應國（第2支隊）、隊員は崔俸鎮（第2支隊）、金尚俊（第2支隊）、羅東奎（第2支隊）、朴永晋（第2支隊）、宋哲（第2支隊）、金成浩（第2支隊）、李英洙（第1支隊）であった。
彼らは中国軍事委員会から一定の教育を受けた後、インドに派遣された。当時、中国軍事委員会では、ビルマに駐留している中国軍に追加兵力を派遣するための教育を実施しており、工作隊も中国軍と共に3週間にわたって軍事訓練及びインド、ビルマの実情と情勢についての予備教育を受けた。教育を終えた工作隊員は1943年8月末、インドのカルカッタに派遣された。
インドに到着した隊員は総司令部で教育を受けた。教育は主に英語と放送技術であり、英語はデリーから17里離れたインド学校で校長のウィリアムから教育を受け、放送は総司令部で受けた。これらの教育はインドに到着した直後の1943年9月15日から12月10日までの約3か月間受けた。
工作隊は特殊作戦執行部傘下のインド戦区宣伝隊（Indian Field Broadcasting Units, IFBU）所属となった。
教育を終えた後、隊員はイギリス軍に分散配属された。宋哲は総司令部に、崔俸鎮と李英洙はカルカッタの放送局に残り、他の6名は韓志成の引率でブヤクに移動し、ここで2つの分隊に分かれてイギリス軍に配属された。第1分隊の文應國、金尚俊、羅東奎は第201部隊に、朴永晋と金成浩は第204部隊に配属された。
1944年初め、工作隊はインパール戦線に投入された。1月7日、文應國らはインパール戦線に出発し、朴永晋らはアラカンを経て3月7日、インパール戦線に移動し、韓志成もここに到着した。
工作隊の主な任務は対敵宣伝工作であり、彼らは日本軍と接戦している最前線に投入され、日本軍に向けた対敵放送、敵文書翻訳、伝単政策、捕虜尋問などを担当した。対敵放送では、当時日本で禁止されたレコードが放送されていた。
対敵宣伝活動の影響として日本軍の脱走者が発生するようになった。全体的な規模は不明であるが、「28日には戦闘に参加して放送したところ、その日敵2名が自発的に投降した」というものや、日本軍の通訳として勤務していた金亀洛が脱走してきたこともあった。
また正確な敵情報の分析と無線電信を通じて日本軍の作戦計画を事前に把握したり、日本軍に包囲され、危機に陥っていたイギリス軍がそれを脱するのに貢献することもあった。そのような例としてイギリス軍第17師団が日本軍の先制攻撃を受け包囲されて苦戦中、文應國などが敵文書と捕虜の訊問を通じて正確な敵情を分析報告することで、包囲網を抜け出すことができたという。第17師団長は、師団が撤収している間に文應國がした価値ある働きを称賛した。
印度工作隊が良好な成果を上げるようになるとなると、イギリス軍はより多くの人員の増派を臨時政府に要請した。しかし増派が実現されないため、1944年12月、隊長の韓志成を重慶に派遣して臨時政府と交渉した。またこの頃、金元鳳は民革党名義で締結された協定を臨時政府に移行した。光復軍を統制する中国軍事委員会との協定が取り消されたのもあり、光復軍が独自にイギリス軍と協定を推進できるようになった。しかし協定締結相当まで推進されてはいたが、締結までにはいたらなかったようである。
締結準備とともに人員を増派しようとしたようで、1945年3月28日付の中国側の書簡に、金九主席がインドに派遣する趙志英、李秉勳、陳嘉明、黄民(金勝坤)、王英哉、陳春浩、呂正淳、胡建、金斌の9名に対する旅券発行を中国軍事委員会に要求したことが記されている。しかし彼らの派遣は実現せず、理由は明らかではないが、概ね軍務部長の金元鳳は人員の増派を推進したが、総司令の李青天がこれに反対したようである。
印度工作隊隊員の増派は行われなかったが、人員の交代はあり、1944年末に羅東奎が重慶に復帰し、1945年3月に総司令部所属の安原生が追加派遣された。
インパールで日本軍を撃退した連合軍は1945年に入り、ビルマに撤退した日本軍に対して総反撃作戦を開始し、工作隊もイギリス軍に分散配属されて作戦に参加することになった。安原生は東南アジア司令部に配属され、韓志成、朴永晉、金成浩はビルマ中北部からマンダレーに南下する部隊に、崔俸鎮、金尚俊、李英秀はビルマ中部地域を迂回してマンダレーに向けて北上する部隊に、文應國と宋哲は首都ラングーン上陸作戦に参加した。
ビルマ奪還作戦は1945年7月に完了し、工作隊はカルカッタに撤退した。カルカッタで待機中に日本が無条件降伏し、9月10日に全員が重慶の光復軍総司令部に復帰した。

### 土橋隊
支隊と戦区工作隊の他に編制上の部隊ではないが光復軍の組織体として見ることができる土橋隊と呼ばれるものがあった。土橋隊が配置されていた土橋は重慶市から南に20キロ程離れている所で、主に臨時政府の関係者の家族が居住していた。重慶には日本軍から脱走したり、捕虜となった韓籍士兵や韓光班出身者が集まっており、そうした韓人青年は土橋に集団収容され、一定期間収容された後、光復軍総司令部から教育と訓練を受け、総司令部、支隊、警衛隊などに配属された。土橋隊は常設された組織ではなく、韓人青年の集結に伴ってその都度臨時編成された。
土橋隊の編成は3回あり、最初は1944年3～4月頃に韓人青年達で土橋隊が編成された。33名の隊員のうち17名は日本軍入隊者と通訳、軍属、経理など日本軍の関係者であり、この中で10名は脱走者であった。そして土木、鉄工、運輸業、写真館など生業に関連する人員が12名であった。他に出身が不明の4名でその内2人は女性であった土橋隊は総司令部が編成、管轄していた。土橋隊の指揮官は総司令部から派遣され、高級参謀の宋虎聲と人事課長の趙仁済がそれぞれ隊長と副隊長を務めた。約3か月間の軍事及び政訓教育を経て光復軍に編入された。光復軍の編入事実が確認された場合のみ見ると、総司令部に1名、第1支隊に16名であり、多くは第1支隊に編入された。これは宋虎聲が1944年5月に第1支隊長として赴任し、彼らも連れて行ったのでないかとされている。
2回目は韓光班出身の重慶到着を切っ掛けに再び土橋隊が編成された。韓光班教官の申松植の引率下で基幹要因と共に1944年11月21日に臨泉を出発し、翌年1月31日重慶に到着した。重慶に到着したのは51名で、一度にこれほどの人員が重慶に集結したのはこれが初めてであったと思われる。重慶に到着後、臨時政府庁舎に滞在していた彼らは1945年2月20日、土橋に移され、韓僑基督青年会館に集団収容された。彼らで土橋隊が編成され、総務処長である崔用徳が隊長に赴任した。土橋隊は一種の補充隊の性格を持つものだったと言える。彼らは韓光班で教育と訓練を受けて少尉に任官していたため、土橋隊で特別な教育や訓練は行われず、各部署の配置が決定されるまで待機するためのものであった。隊員は4月から各部署に配属され始め、4月14日、隊員の一部が臨時政府内務部所属の警衛隊に配属され、4月29日には19名が西安の第2支隊に編入された。その他に臨政首席弁公室や外務部、宣伝部などの政府部署や総司令部、第1支隊などに配属された。土橋隊は4月末までに隊員のほとんどが各部署への配置が完了して自然解体された。
3回目の土橋隊編成は中国軍の捕虜となった韓籍士兵の釈放が切っ掛けであった。日本軍内には志願兵、学徒兵、徴兵など多くの韓籍士兵がおり、これらのうち中国軍の捕虜となった場合も多かった。臨時政府は中国側に彼らの釈放を要求しており、「援助韓国光復軍弁法」が締結され、「中国の各捕虜収容所にいる韓籍捕虜は感化を経て韓国光復軍に渡す」と明文化された。この援助弁法は1945年5月1日から施行され、中国側によって韓籍捕虜が釈放され始めた。当時の重慶で発刊されていた新聞には、重慶南泉集中営に収容されている韓籍捕虜32名が光復軍に引き渡されることが報じられた。南泉集中営は中国軍事委員会軍政部管轄の捕虜収容所で重慶近くの劉家湾にあった。臨時政府は1945年3月13日に内務部長がこの収容所を訪問して27名の韓籍兵と面会した。彼らを土橋に収容して3番目の土橋隊が編成され、韓聖島と白正甲がそれぞれ隊長と副隊長になった。その後も捕虜の釈放は続き、1945年7月12日に金九が呉鉄城に送った電文には「貴国湘桂戦区の移動で、我が国投誠兵37名が南泉軍政部捕虜収容所に行ったが、患者が非常に多い」とし、彼らの調養や編訓などの必要な経費300万元の借款を要求している。

## 光復軍出身の韓国軍軍人
1946年1月、南朝鮮国防警備隊が創設されるが、日本軍、満洲国軍出身者が占めていたため、光復軍出身者は「親日派と共に軍に参加することはできない」と言ってほとんど参加しなかった。当初、軍事英語学校に、日本軍、満洲国軍、光復軍の各20人を入校させる予定であったが、光復軍出身者は拒否したため、推薦を任されていた中国軍出身の趙介玉は李成佳と兪海濬の二名だけを推薦することになった。
1946年6月以降に帰国した光復軍出身者は、国防警備隊をアメリカの傭兵とみなして、朝鮮警備士官学校への入校を拒否したが、元光復軍参謀総長の柳東説が統衛部（国防部の前身）部長に就任すると、光復軍出身者も入校するようになった。同年12月、国防警備隊総司令に宋虎聲が就任した。さらに1948年に大韓民国が樹立すると、出身者の多くは陸軍士官学校特別組に入校するか、一部は特定の階級への特任入隊 が許された。
しかしこれらを除き、初期に連隊長クラスとなった光復軍出身者は居らず、国防部や警備隊総司令部の実務陣は、日本軍陸士、満洲国軍、英語水準と学歴が高い学徒兵出身者が占めるようになった。初期の韓国軍内に日本軍や満洲国軍などの出身者による派閥が形成され、その中で光復軍・中国軍出身者が早くに派閥争いから姿を消した。その理由として、正規軍事教育を学んでおらず、西欧的思考・英語力に限界があったため、米軍事顧問団の認定を受けることができなかったことが挙げられている。その他に李承晩と金九の権力闘争であった。李承晩は軍の要職に若くて扱いやすい将校を任命し、金九系列の軍幹部を排除して軍部の忠誠を確保しようとした。そのため光復軍出身は金九没落後に軍部内の主導権的地位を喪失した。
光復軍出身者で大将に進んだ者は1人も居らず、中将が数人だけである。
| 氏名   | 出身校                                    | 韓国軍の経歴              | 韓国軍の経歴 | 韓国軍の経歴                                                  | 備考                                                                    |
| ------ | ----------------------------------------- | ------------------------- | ------------ | ------------------------------------------------------------- | ----------------------------------------------------------------------- |
| 氏名   | 出身校                                    | 任官（任官時の階級）      | 最終階級     | 主な役職・所属部隊                                            | 備考                                                                    |
| 崔用徳 | 保定航空学校1期 中国陸軍大学特別班5期     | 航空第1期（少尉）         | 空軍中将     | 空軍参謀総長                                                  | 初期の韓国空軍は中将が最高階級であった。                                |
| 金弘壹 | 貴州陸軍講武学校2期 中国陸軍大学特別班6期 | 特別任官5期（准将）       | 陸軍中将     | 校長、第1軍団長                                               |                                                                         |
| 崔徳新 | 中央軍校10期                              | 陸士特別3期（大尉）       | 陸軍中将     | 師団長、軍団長                                                |                                                                         |
| 李俊植 | 雲南陸軍講武堂                            | 陸士8期1次（大佐）        | 陸軍中将     | 師団長、副軍団長                                              |                                                                         |
| 安椿生 | 中央軍校10期                              | 陸士8期1次（大佐）        | 陸軍中将     | 師団長、第2軍副司令官                                         |                                                                         |
| 朴始昌 | 黄埔軍校5期 中国陸軍大学特別班6期         | 陸士特別3期（大尉）       | 陸軍少将     | 副軍団長                                                      |                                                                         |
| 兪海濬 | 中央軍校15期                              | 軍事英語学校（中尉）      | 陸軍少将     | 第1軍副司令官、陸軍大学総長                                   |                                                                         |
| 朴英俊 | 中央軍校17期                              | 陸士8期4次（少佐）        | 陸軍少将     | 政訓監、師団長                                                |                                                                         |
| 金国柱 | 韓光班                                    | 陸士特別7期（少尉）       | 陸軍少将     | 師団長、第1軍副司令官                                         |                                                                         |
| 金冠五 | 雲南陸軍講武堂                            | 陸士特別7期（少尉）       | 陸軍少将     | 第21連隊長、遊撃司令部司令官、兵務監                          |                                                                         |
| 権晙   | 黄埔軍校4期                               | 陸士8期1次（大佐）        | 陸軍少将     | 首都警備司令官、管区司令官                                    |                                                                         |
| 張興   | 黄埔軍校5期                               | 特別任官5期               | 陸軍少将     | 憲兵司令官、兵事区司令官、兵務監                              |                                                                         |
| 金永逸 | OSS特殊工作訓練                           | 陸士特別8期               | 陸軍少将     | 第100軍需司令官、陸大総長                                     |                                                                         |
| 金容寬 | OSS特殊工作訓練                           | 陸士5期                   | 陸軍少将     | 大隊長、副連隊長、士官候補生隊長、第38師団長                  |                                                                         |
| 閔泳玖 | 中国航海専門学校                          | 特別教育隊第3次（少佐）   | 海軍少将     | 釜山警備府司令官、艦政局長、作戦参謀副長、海士校長            |                                                                         |
| 宋虎聲 | 邯鄲軍官講習所                            | 陸士特別2期（少佐）       | 陸軍准将     | 国防警備隊総司令官、師団長                                    | 朝鮮戦争初期に越北                                                      |
| 張虎崗 | 将校養成所                                | 陸士8期4次（少尉）        | 陸軍准将     | 連隊長、師団長、軍需基地副司令官                              |                                                                         |
| 金東洙 | 中央軍校10期                              | 特別任官                  | 陸軍准将     | 連隊長、師団長                                                |                                                                         |
| 朴基成 | 中央軍校11期                              | 陸士特別3期（大尉）       | 陸軍准将     | 訓練所長、予備師団長                                          |                                                                         |
| 高時福 | 中央軍校10期                              | 陸士2期（少尉）           | 陸軍准将     | 第6師団参謀長、第30連隊長、兵事区司令官                       | 1953年5月8日殉職                                                        |
| 朴永燮 | 韓青班2期 中央軍校第7分校 OSS特殊工作訓練 | 陸士7期                   | 陸軍准将     | 第21連隊第2大隊長                                             |                                                                         |
| 呉光鮮 | 新興武官学校                              | 陸士8期1次（大佐）        | 陸軍准将     | 兵事区司令官                                                  |                                                                         |
| 蔡元凱 | 洛陽講武堂                                | 陸士特別3期（大尉）       | 陸軍大佐     | 旅団長                                                        |                                                                         |
| 全盛鎬 | 独立軍幹部養成所                          | 陸士第8期1次（少佐）      | 陸軍大佐     | 第12連隊長                                                    | 1950年9月14日戦死                                                       |
| 姜弘模 | 中央軍校20期                              | 陸士4期（少尉）           | 陸軍大佐     | 第32連隊長、第5軍管区参謀長                                   | 金昌龍暗殺に関与した疑いで拘束され、軍法会議で全給料没収、懲役2年を宣告 |
| 李鍾国 | 中央軍校20期                              | 陸士4期（少尉）           | 陸軍大佐     | 陸士教官、情報参謀、副連隊長                                  | 1951年1月1日戦死                                                        |
| 金沼   | 中央軍校第3分校                           | 陸士5期                   | 陸軍大佐     | 第11連隊第1大隊長                                             |                                                                         |
| 張哲夫 | 中央軍校20期                              | 陸士5期（少尉）           | 陸軍大佐     | 騎兵大隊長                                                    | 1950年8月4日自決                                                        |
| 文應國 | 韓青班3期                                 | 陸士5期                   | 陸軍大佐     | 第2司令部作戦参謀部次長、第12連隊長、第1師団副師団長          |                                                                         |
| 朴龍雲 |                                           | 陸士5期                   | 陸軍大佐     |                                                               |                                                                         |
| 朴承憲 | 韓光班                                    | 陸士3期                   | 陸軍大佐     | 陸軍憲兵学校長、陸軍憲兵次監                                  |                                                                         |
| 全履鎬 | 韓光班                                    | 陸士3期                   | 陸軍大佐     | 第6師団憲兵隊長、陸軍憲兵学校長、国防部調査本部長             |                                                                         |
| 崔鳳鎭 | 韓青班                                    | 陸士3期                   | 陸軍大佐     | 兵站基地廠長                                                  |                                                                         |
| 張鐵   | 韓青班2期 中央軍校18期 OSS特殊工作訓練    | 陸士7期                   | 陸軍大佐     | 第39師団参謀長、陸軍調達次監                                  |                                                                         |
| 李茂重 | 第5戦区幹部訓練班                         | 陸士第2期（少尉）         | 陸軍大佐     | 第11連隊中隊長、第12連隊第3大隊長、第11連隊第3大隊長          | 1950年10月1日戦死                                                       |
| 羅泰燮 | 中央軍校10期                              |                           | 陸軍大佐     |                                                               |                                                                         |
| 文相明 |                                           |                           | 陸軍大佐     | 第2連隊長、陸軍大学参謀長                                     |                                                                         |
| 金英哉 | 日本航空学校                              |                           | 空軍大佐     | 整備補給戦隊長、釜山供給処長                                  |                                                                         |
| 韓聖島 | 中央軍校洛陽分校                          | 陸士3期                   | 陸軍中佐     | 連隊長                                                        | 中佐で予備役編入、復職準備中に朝鮮戦争で行方不明                        |
| 車永祥 | 韓光班                                    | 陸士5期                   | 陸軍中佐     | ソウル地区憲兵隊長                                            | 1950年6月29日戦死                                                       |
| 金明鐸 | 韓青班 中央軍校第7分校                    | 陸士5期（少尉）           | 陸軍中佐     | 第6師団                                                       | 1950年10月20日戦死                                                      |
| 車聖勲 | OSS特殊工作訓練                           | 陸士5期                   | 陸軍中佐     | 第8師団                                                       | 1951年12月20日戦死                                                      |
| 金明天 | 新疆軍校                                  | 陸士5期                   | 陸軍中佐     |                                                               |                                                                         |
| 金仲涉 | 韓光班                                    |                           | 陸軍中佐     |                                                               |                                                                         |
| 朴錫權 |                                           |                           | 陸軍中佐     | 第10連隊第1大隊中隊長                                         | 江陵戦闘で負傷                                                          |
| 尹泰鉉 | 韓青班3期 OSS特殊工作訓練                 | 陸士特別第7期（少尉）     | 陸軍少佐     | 第21連隊第1大隊長                                             | 1950年7月17日即決処分                                                   |
| 金潤澤 |                                           | 陸士第5期（少尉）         | 陸軍少佐     | 陸士生徒隊第1中隊長                                           | 1950年6月30日戦死                                                       |
| 李武先 | 中央軍校洛陽分校                          | 陸士特別7期1次（少尉）    | 陸軍少佐     | 中隊長                                                        | 1951年4月13日戦死                                                       |
| 崔鐵   | 韓青班2期 中央軍校第7分校                 | 陸士特別7期1次（少尉）    | 陸軍少佐     | 第7師団                                                       | 1950年7月6日戦死                                                        |
| 金一煥 | 韓青班                                    | 陸士8期3次                | 陸軍少佐     | 第16連隊                                                      | 1950年11月22日戦死                                                      |
| 金映男 |                                           | 陸士8期4次                | 陸軍少佐     | 憲兵司令部第3処監察係、第1軍団憲兵隊第2課長、第18連隊憲兵隊長 | 1950年7月29日戦死                                                       |
| 朴永晋 | 韓青班                                    | 陸士7期                   | 陸軍大尉     | 第8連隊                                                       | 1950年6月25日戦死                                                       |
| 鮮于基 | 韓青班3期 OSS特殊工作訓練                 | 陸士特別8期               | 陸軍大尉     | 第7師団                                                       | 1949年12月4日戦死                                                       |
| 金鉉   | OSS特殊工作訓練                           | 陸士8期3次                | 陸軍大尉     | 第16連隊                                                      | 1950年11月1日戦死                                                       |
| 李英守 |                                           | 1952年入隊（一等兵）      | 陸軍大尉     | 第29連隊                                                      |                                                                         |
| 黄河奎 | 第5戦区幹部訓練班                         | 陸士7期                   | 陸軍大尉     | 第3師団                                                       | 1950年7月18日戦死                                                       |
| 朴載華 | 韓青班2期 中央軍校第7分校 OSS特殊工作訓練 | 陸士8期2次                | 陸軍大尉     | 第15連隊                                                      | 1950年6月28日戦死                                                       |
| 金龍浩 | 中央軍校22期通信                          | 1950年7月25日任官（少尉） | 陸軍中尉     | 第10連隊第3大隊通信将校                                       | 1951年1月2日戦死                                                        |
| 許志秀 | 中央軍校22期歩兵                          | 1950年7月25日任官（少尉） | 陸軍中尉     | 第7連隊                                                       | 1950年8月3日戦死                                                        |
| 張世國 |                                           | 入隊（一等兵）            | 陸軍上士     |                                                               | 1951年予備役編入                                                        |
| 朴贊圭 |                                           |                           | 陸軍下士     |                                                               |                                                                         |
| 朴英一 |                                           | 陸士2期                   | 不明         |                                                               | 1948年8月予備役編入                                                     |

## 光復軍の水増し問題
韓国では、韓国光復軍兵士の水増しが問題になった。全く活動が無い者や、戦後に加盟した者までが認定されていたことが判明している。2005年、ハンギョレ21は「偽物光復軍、多すぎる」との記事で、実際の光復軍の将兵は514人で、うち中国人65を除いた449人が対象者であったが、認定者が560人まで膨れあがったのは、独立有功者賞が定められた1960年代に白紙が出回り、光復会の幹部を通せば、偽物であっても認定されるということは公然の秘密だったと述べている。